# Maxillariella vulcanica
Maxillariella vulcanica är en orkidéart som först beskrevs av Friedrich Carl Lehmann och Friedrich Fritz Wilhelm Ludwig Kraenzlin, och fick sitt nu gällande namn av Mario Alberto Blanco och Germán Carnevali. Maxillariella vulcanica ingår i släktet Maxillariella och familjen orkidéer. Inga underarter finns listade i Catalogue of Life.